# Distrito electoral 08 (Nebraska)
El distrito electoral 08 (en inglés: Precinct 08) es un distrito electoral ubicado en el condado de Dawes en el estado estadounidense de Nebraska. En el Censo de 2010 tenía una población de 466 habitantes y una densidad poblacional de 2,89 personas por km².

## Geografía
El distrito electoral 08 se encuentra ubicado en las coordenadas 42°45′46″N 103°3′28″O / 42.76278, -103.05778. Según la Oficina del Censo de los Estados Unidos, el distrito electoral 08 tiene una superficie total de 161.14 km², de la cual 161.04 km² corresponden a tierra firme y (0.06%) 0.09 km² es agua.

## Demografía
Según el censo de 2010, había 466 personas residiendo en el distrito electoral 08. La densidad de población era de 2,89 hab./km². De los 466 habitantes, el distrito electoral 08 estaba compuesto por el 92.49% blancos, el 4.29% eran amerindios, el 0.21% eran asiáticos, el 0.64% eran de otras razas y el 2.36% pertenecían a dos o más razas. Del total de la población el 2.36% eran hispanos o latinos de cualquier raza.